# Poste grecque
La Poste grecque ou Poste hellénique (en grec moderne : Ελληνικά Ταχυδρομεία), abrégée ELTA (EΛTA), est l'entreprise publique grecque qui se charge de l'envoi de courriers et de colis en Grèce. Membre de l'Union postale universelle, elle est l'héritière de l'ancien service postal gouvernemental fondé en 1828. La Poste grecque est par ailleurs une banque de dépôt. 